# Thompson Trophy

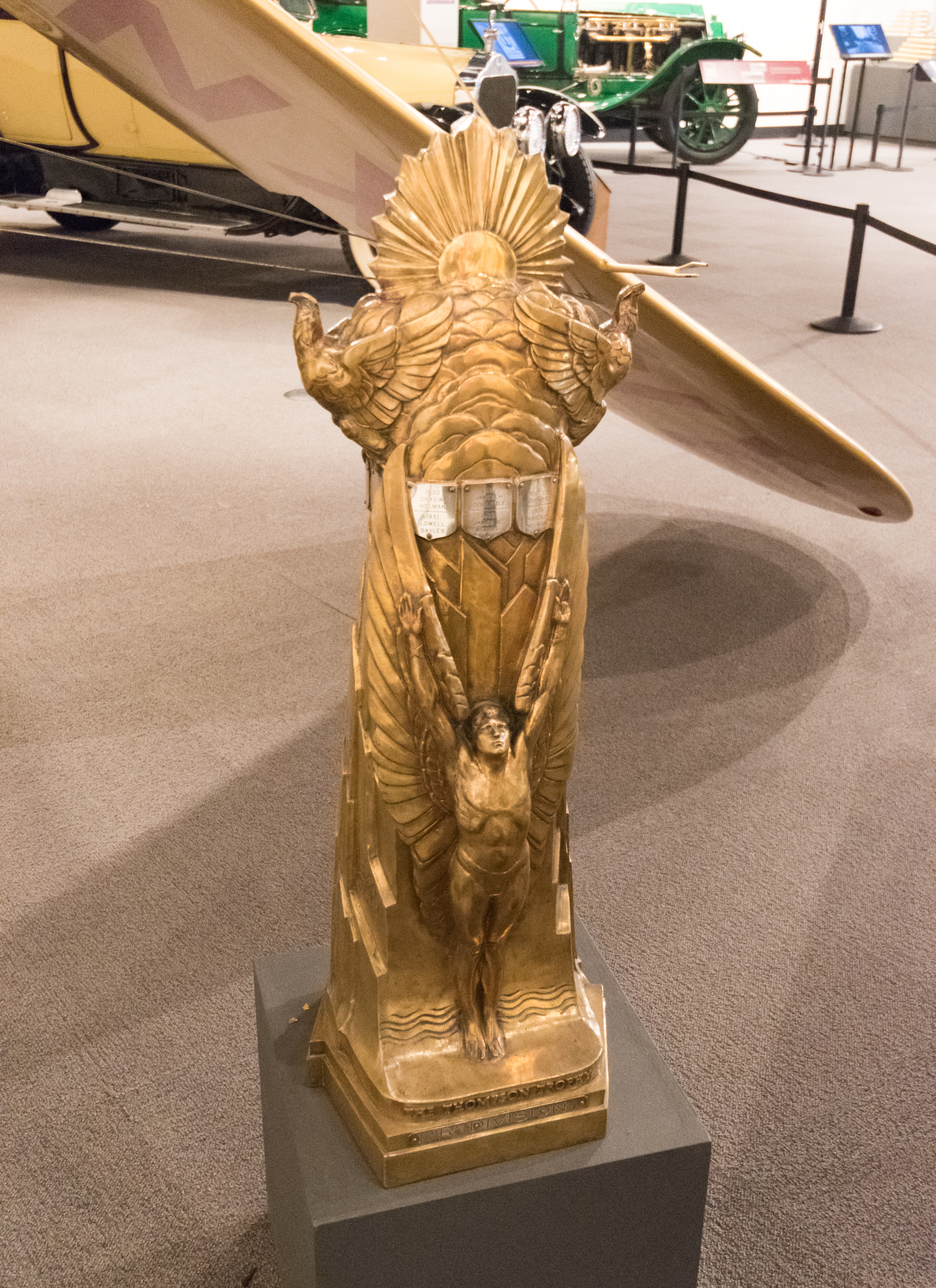
Thompson Trophy in het Cleveland History Centre

De Thompson Trophy was een jaarlijkse Amerikaanse luchtrace die onderdeel was van de National Air Races. De eerste race werd gehouden in 1929 in Cleveland (Ohio). De jaren 1930 waren de hoogtijdagen van de Amerikaanse luchtraces. Eind jaren 1950 nam de belangstelling hiervoor gestaag af. De laatste wedstrijd werd gehouden in 1961. Het racecircuit was 16 kilometer lang (10 mijl) met 15 meter hoge pylonen als keerpunten. Er werd met hoge snelheden gevlogen op lage hoogte. Zo snel mogelijk korte bochten kunnen draaien was dus belangrijk om te kunnen winnen. Deze opzet van de race zorgde voor veel spektakel die door het publiek op de tribune goed te volgen was.
De originele trofee, ontworpen door Walter Sinz, bevindt zich in het National Air and Space Museum te Washington. Er zijn ook nog een aantal kleinere kopieën in omloop die zijn gebruikt voor promotionele doeleinden. In 1939 werd de laatste race gevlogen voor de Tweede Wereldoorlog. Na de oorlog werd vanwege de komst van de turbojet vliegtuigen de race in eerste instantie beperkt tot vliegtuigen met zuigermotoren. Deze zogenaamde "R" races werden gehouden van 1946 tot 1949. Van 1951 tot en met 1961 (behalve in 1952 en 1960) werden alleen de zogenaamde "J" races gehouden voor turbojet toestellen, deelname hieraan stond  alleen open voor luchtmachtpiloten. De J-races kregen vandaar ook de bijnaam Military Speed Dashes.

## Winnaars
Snelheden in mijl per uur (mph),  100 mph =  160,93 km/uur.
| Jaar | Locatie                                  | Piloot                                   | Vliegtuig                                             | Snelheid (mph)                           | Prijs                                    |                                          |
| ---- | ---------------------------------------- | ---------------------------------------- | ----------------------------------------------------- | ---------------------------------------- | ---------------------------------------- | ---------------------------------------- |
| 1929 | Cleveland                                | Doug Davis                               | Travel Air Type R Mystery Ship                        | 194.5 mph                                |                                          |                                          |
| 1930 | Chicago                                  | Charles W. Holman                        | Laird LC-DW300 Solution                               | 201.91 mph                               |                                          |                                          |
| 1931 | Cleveland                                | Lowell Bayles                            | Granville Gee Bee Model Z Super Sportster (replica)   | 236.239 mph                              | $7,500.00                                |                                          |
| 1932 | Cleveland                                | Jimmy Doolittle                          | Granville Gee Bee Model R-1 Super Sportster (replica) | 252.686 mph                              | $4,500.00                                |                                          |
| 1933 | Los Angeles                              | James R. Wedell                          | Wedell-Williams Model 44 (replica)                    | 237.952 mph                              | $3,375.00                                |                                          |
| 1934 | Cleveland                                | Roscoe Turner                            | Wedell-Williams Model 44 (replica)                    | 248.129 mph                              | $4,500.00                                |                                          |
| 1935 | Cleveland                                | Harold Neumann                           | Howard DGA-6 "Mr. Mulligan" " (replica)               | 220.194 mph                              | $ 6,750.00                               |                                          |
| 1936 | Los Angeles                              | Michel Detroyat                          | Caudron C.460 (replica)                               | 264.261 mph                              | $ 9,500.00                               |                                          |
| 1937 | Cleveland                                | R. A. "Rudy" Kling                       | Folkerts SK-3                                         | 256.910 mph                              | $9,000.00                                |                                          |
| 1938 | Cleveland                                | Roscoe Turner                            | Laird-Turner Meteor LTR-14                            | 283.419 mph                              | $22,000.00                               |                                          |
| 1939 | Cleveland                                | Roscoe Turner                            | Laird-Turner Meteor LTR-14                            | 282.536 mph                              | $16,000.00                               |                                          |
| 1940 | Geen races wegens de Tweede Wereldoorlog | Geen races wegens de Tweede Wereldoorlog | Geen races wegens de Tweede Wereldoorlog              | Geen races wegens de Tweede Wereldoorlog | Geen races wegens de Tweede Wereldoorlog | Geen races wegens de Tweede Wereldoorlog |
| 1941 | Geen races wegens de Tweede Wereldoorlog | Geen races wegens de Tweede Wereldoorlog | Geen races wegens de Tweede Wereldoorlog              | Geen races wegens de Tweede Wereldoorlog | Geen races wegens de Tweede Wereldoorlog | Geen races wegens de Tweede Wereldoorlog |
| 1942 | Geen races wegens de Tweede Wereldoorlog | Geen races wegens de Tweede Wereldoorlog | Geen races wegens de Tweede Wereldoorlog              | Geen races wegens de Tweede Wereldoorlog | Geen races wegens de Tweede Wereldoorlog | Geen races wegens de Tweede Wereldoorlog |
| 1943 | Geen races wegens de Tweede Wereldoorlog | Geen races wegens de Tweede Wereldoorlog | Geen races wegens de Tweede Wereldoorlog              | Geen races wegens de Tweede Wereldoorlog | Geen races wegens de Tweede Wereldoorlog | Geen races wegens de Tweede Wereldoorlog |
| 1944 | Geen races wegens de Tweede Wereldoorlog | Geen races wegens de Tweede Wereldoorlog | Geen races wegens de Tweede Wereldoorlog              | Geen races wegens de Tweede Wereldoorlog | Geen races wegens de Tweede Wereldoorlog | Geen races wegens de Tweede Wereldoorlog |
| 1945 | Geen races wegens de Tweede Wereldoorlog | Geen races wegens de Tweede Wereldoorlog | Geen races wegens de Tweede Wereldoorlog              | Geen races wegens de Tweede Wereldoorlog | Geen races wegens de Tweede Wereldoorlog | Geen races wegens de Tweede Wereldoorlog |
| 1946 | Cleveland                                | Alvin "Tex" Johnston                     | Bell P-39Q Airacobra (type voorbeeld)                 | 373 mph                                  | ?                                        |                                          |
| 1947 | Cleveland                                | Cook Cleland                             | Goodyear F2G Corsair                                  | 396 mph                                  | ?                                        |                                          |
| 1948 | Cleveland                                | Anson Johnson                            | North American P-51D                                  | 396 mph                                  | ?                                        |                                          |
| 1949 | Cleveland                                | Cook Cleland                             | Goodyear F2G Corsair                                  | 397 mph                                  | ?                                        |                                          |
| 1951 | Detroit                                  | Colonel Ascani                           | North American F-86E Sabre (type voorbeeld)           | 635 mph                                  | ?                                        |                                          |
| 1953 | Dayton                                   | Brig. General Holtoner                   | North American F-86D Sabre (type voorbeeld)           | 690 mph                                  | ?                                        |                                          |
| 1954 | Dayton                                   | Captain Sonnenberg                       | North American F-86H Sabre (type voorbeeld)           | 692 mph                                  | ?                                        |                                          |
| 1955 | Edwards Air Force Base                   | Colonel Hanes                            | North American F-100C Super Sabre (type voorbeeld)    | 822 mph                                  | ?                                        |                                          |
| 1956 | Naval Air Weapons Station China Lake     | Commander Windsor                        | Vought F8U-1 Crusader                                 | 1015 mph                                 | ?                                        |                                          |
| 1957 | Edwards Air Force Base                   | Major Drew                               | McDonnell F-101A Voodoo (type voorbeeld)              | 1207 mph                                 | ?                                        |                                          |
| 1958 | Edwards Air Force Base                   | Captain Irwin                            | Lockheed F-104A Starfighter (type voorbeeld)          | 1404 mph                                 | ?                                        |                                          |
| 1959 | Edwards Air Force Base                   | Major Rogers                             | Convair F-106A Delta Dart (type voorbeeld)            | 1525 mph                                 | ?                                        |                                          |
| 1961 | Edwards Air Force Base                   | Major Harold E. Confer                   | Convair B-58A Hustler (type voorbeeld)                | 1302 mph                                 | ?                                        |                                          |